# 妃阿甦
妃阿甦（ピアス）は、日本のヴィジュアル系バンド。北海道札幌出身。

## 来歴
1990年、TAKAYUKI（当初はTaka-Chan)（Gt）、CHIHIRO（当初はTOMO）（Vo）の二人を中心に、KATSUHIRO（Ba）、JUN（Ds）の4人で「THE PIASS」として札幌で結成。同年4月に4曲入り「1stデモテープ」を発表。
1990年後半、リズム隊メンバーがYOSHIO（Ba）、HIROSHI（Ds）に変わり札幌で更なる本格的な活動を開始。メンバー全員が髪を赤く染めていてライブも日常もかなり派手な活動をしていた為、「札幌ビジュアル赤髪軍団」と呼ばれていて、地元札幌で良くも悪くも多くの伝説を作る。THE PIASS主催イベント「Problem Child」や「妃阿甦集会」を定期的に行う。
1993年に入り、ボーカルのCHIHIROが脱退。新しくTAKASHIが加入しオムニバスに１曲参加、デモテープ（６曲入り）を発表。
1993年夏、TAKASHIが脱退しCHIHIROが戻ってきてアナーキストレコードに所属。
1995年4月10日、1stフルアルバム「猟奇絞殺窒息死」をリリース。同年10月25日に東京隅田川、中央大橋でアナーキストレコードPV撮影中、CHIHIROとHIROSHIが事故死したことで活動停止。
1997年秋頃から隆之が札幌から東京に居住を移し新生「THE PIASS」の新メンバーを探しながら復活準備を行う。復活準備をしている中、1998年の夏にはYOSHIOが自殺。
1998年10月25日、目黒鹿鳴館にて「復活ワンマンGIG」を行い、新生「THE PIASS」として復活。メンバーは、TAKAYUKI（Gu）、KIRALA（Vo）、RUIJI（Ba）、SHIZUKI（Ds）の4人。これを機会に活動拠点を札幌から東京に移す。
1999年10月27日に2ndフルアルバム「妃阿甦」発表と同時に全国TOURを精力的に行うようになり、常にツアーを行ってるバンドというイメージが強くなる。
2000年にバンド表記を札幌時代から使っていた漢字の「妃阿甦」に改名。
2001年12月1日、12月2日、高田馬場AREAでの「妃阿甦集会２デイズ」を皮切りに「妃阿甦全国集会」が開催され、札幌、仙台、新潟、前橋、熊谷、東京、静岡、名古屋、大阪、京都、松山、北九州の日本１２ヵ所で「妃阿甦集会」が行われる。それと同時に2002年3月31日までに、全国38ヵ所、全50本（全国7ヵ所ワンマン含む）「視覚的刺激遊戯TOUR」も行う。そのTOUR最中の2002年1月にKIRALAが失踪。残りのTOURを隆之がボーカルとギターを兼ねる形で３人編成で敢行する。その後も３人編成で活動を続け東京や関東だけじゃなく、地元札幌も含めて精力的にライブや全国TOURを行い2006年には新作「感染症パラノイア」を発表。
2007年3月5日、瑠威慈と倭稀が脱退。
2007年3月25日、新ボーカルとして哲弥が加入し新生「妃阿甦」として初ライブをHOLIDAY SHINJUKU「妃阿甦関東集会」を開催し、その後も精力的にライブやツアーを行い2007年には新作CD「Dolei -奴隷-」、2008年には新作DVD「SM」を発表。
2008年10月5日に哲弥が脱退。その後、すぐに隆之がボーカルを担当し、隆之以外は全員サポートメンバーとしてギター2人、ベース、ドラムの5人体制で活動を続ける。
2009年1月、稚斧-ちふ-、椿悠乃介、てんてけ、吐露-とろ-が正式加入。その後も精力的にライブやTOURを行う。椿悠乃介は2011年4月4日に脱退、てんてけは2015年4月21日に脱退。
2016年辺りから表立った活動がなくなる。
2020年6月に現メンバーでの再活動のライブを予定していたが、新型コロナウイルスの蔓延により妃阿甦の活動を中止、その後、隆之本人が地下活動に入り自身のスキルアップを中心に妃阿甦の再始動に備えて少しずつ準備をしながら今に至っている。表舞台への再始動が開始されたら現メンバーを中心に色々なV系バンドマンをメンバーとして流動的に活動する予定。
2024年6月24日、隆之が妃阿甦の再始動の準備の一つとして自身のYouTubeチャンネル「隆之【妃阿甦】公式YouTube」を開設し、小さな動きを見せた。

## 音楽的特徴
基本的にパンキッシュサウンドでメタル要素やスラッシュ要素が含まれる激しい楽曲が中心だが、メロコア系、J-POP系、哀愁系など、様々な楽曲がある。
瑠威慈、倭稀の脱退を機に、テクニック的に今まで表現出来なかったドラムのツーバスを中心としたバンドに進化する。それと共に隆之のギターテクニックが今まで以上にアグレッシブに進化し、スウィープ奏法やワイド・ストレッチのストリング・スキッピング奏法、アーミングなどを多用した楽曲スタイルが中心となる。
妃阿甦（THE PIASS）の楽曲は全て隆之が作っており、メタル系やスラッシュ系やパンク系、ポップ系やバラードまでどんなジャンルでも作ってしまう。

## メンバー
- 叫唄×六弦：隆之（たかゆき）
  - 12月27日生まれ。北海道札幌出身
  - 結成時からの唯一のメンバー。結成当初はTaka-Chan名義で活動していた。
- 六弦：恋架（れんか）
  - 長野出身
- 四弦：LEAYA（リーヤ）
  - 九州出身
- 太鼓：Mitsu（みつ）※サポートメンバー

### 旧メンバー
- Vocal：CHIHIRO
  - 初代ボーカル。結成メンバー。結成当初はTOMO名義で活動していた。北海道利尻出身。1995年10月25日、PVの撮影中に事故死。
- Vocal：TAKASHI　　二代目ボーカル。札幌出身。
- Vocal：KIRALA（鬼螺羅）
  - 三代目ボーカル。大阪出身。元SLUM JUNKIE。1998年復活時のメンバー。2002年に失踪。
- Vocal：哲弥（てつや）
  - 四代目ボーカル。岐阜県出身。元KeiL。2007年2月に加入するが、2008年10月に脱退。
- Guitar：椿悠乃介（つばき ゆうのすけ）　　2011年4月4日、本人の意向により脱退。
- Guitar：稚斧-ちふ-
- Bass：KATSUHIRO
  - 初代ベース。札幌出身。
- Bass：YOSHIO
  - 二代目ベース。札幌出身。1998年8月に自殺。
- Bass：瑠威慈（るいじ）
  - 三代目ベース。釜石出身。1998年復活時のメンバー。2007年に脱退。
- Bass：てんてけ　　四代目ベース。札幌出身。2015年4月21日脱退。
- Drums：JUN
  - 初代ドラム。札幌出身。
- Drums：HIROSHI
  - 二代目ドラム。北海道江別出身。1995年10月25日、PVの撮影中に事故死
- Drums：倭稀~Shizuki~
  - 三代目ドラム。京都出身。ステージネームは隆之が命名。2007年に脱退。
- Drums：吐露-とろ-
  - 四代目ドラム。北海道倶知安出身。

### サポートメンバー
- Bass：ユーゼ
  - 2014年2月15日に死去。
- Drums：アキ
  - 現在はE'm〜grief〜で摩珠として活動中。
- Bass：高宏
- Bass：SATSUKI（マサト、またの名はジョン・マックフライJr）
- Drums：Junji
  - 現在は己龍で遠海准司として活動中。

## ディスコグラフィ

### デモテープ
1. THE PIASS「1stデモテープ」（1990年）全４曲（CRAZY BEATS / EASY TRICK / WILD TIMES / LET'S GO CRAZY）
2. THE PIASS「2ndデモテープ」（1992年）全４曲（DESPAIR / LOW BROW SNOB / EASY TRICK / EASY TRICK(Inst.Ver)）
3. 無料配布「嫉暴」（1992年）全１曲（DESPAIR）
4. THE PIASS「3rdデモテープ」（1993年）全６曲（NIGHTMARE / DESPAIR / SCREAM IN SILENCE / LOW BROW SNOB / PSYCHO-just about love- / EASY TRICK ）
5. 無料配布（1999年）「目黒鹿鳴館・関東緊急ゲリラGIGワンマン」（FAT feminism）

### シングル
1. 秋流砂～あきなずな～（2001年2月28日）全３曲マキシシングル
2. DISCRIMINATION（2001年3月23日）無料配布CD「渋谷ON AIR WEST ワンマン」
3. DESPAIR（2001年9月1日）無料配布CD「目黒鹿鳴館ワンマン」
4. EASY TRICK-availability limited 2000-(再発売「猟奇絞殺窒息死」の特典）
5. 感染症パラノイア（2006年5月24日）全３曲
6. 飼育妄想+感染症パラノイア（2007年10月3日）CD+DVD「飼育妄想」「感染症パラノイア」を封入した限定盤（2007年10月3日）
7. あの時のように…（2008年）ショップ無料配布CD

### アルバム
1. 猟奇絞殺窒息死（1995年4月10日）全１２曲
2. 妃阿甦（1999年10月27日）全９曲
3. 「激」・「華」・狂咲・・・・（2000年6月28日）全４曲ミニアルバム
4. 猟奇絞殺窒息死-INDIES SUMMIT HISTORY 再発盤-（2002年8月21日）全１２曲
5. 回顧録 ～第五章～ / 妃阿甦 with Ra's TESTARS （2005年9月）（COLORのカバーアルバム）全４曲
6. Dolei -奴隷-（2007年8月29日）全４曲（2nd Pressを2008年4月30日にリリース）

### DVD・VIDEO
1. 廃的・腐有病（2000年12月20日）
2. 飼育妄想（2006年11月15日）
3. SM（2008年5月21日）

### 参加オムニバス
1. 「EMERGENCY EXPRESS III　THE GOD'S TRUTH」（1992年）１曲参加（DESPARATE ROCKER）
2. 「BRAIN TRASH」（1993年）１曲参加（DESPAIR）
3. 「最凶宣言～Anarchist Records～」（1993年）２曲参加（EASY TRICK / CAN'T STOP GENERATION）
4. 「SACRED SEEDS」（1995年）１曲参加（BLACK≒RIGHT～G-GAS）
5. 「Anarchist RecordsⅡ～すべてのFamilyに捧ぐ～」（1996年）２曲参加（CAN'T STOP GENERATION～AcousticVer.～ / 戸惑イノ色彩～NewVer～）
6. 「Anarchist RecordsⅢ～翔き～」（1999年）２曲参加（POWDER / 小さな硝子～feel love for you～）
7. 「Anarchist RecordsⅣ～絆～」（2002年）１曲参加（「舌切り」スズメ）
8. 「Psychotherapy -精神性視覚療法-」（2007年）隆之プロデュースV系オムニバスCD